# ميركادال
بلدية ميركادال (بالإسبانية: Mercadal) هي بلدية تقع في منطقة جزر البليار شرق إسبانيا.

## الديموغرافيا
بلغ عدد سكان بلدية ميركادال 5.408 نسمة عام 2011 (وفقاً للمعهد الوطني للإحصاء الإسباني).
| 2.572 | 2.896 | 3.532 | 4.255 | 4.838 | 5.292 | 5.408 |